# ガリラヤ湖のキリスト
『ガリラヤ湖のキリスト』（ガリラヤこのキリスト、伊: Cristo sul mare di Galilea, 英: Christ at the Sea of Galilee）は、ルネサンス期のイタリアのヴェネツィア派の巨匠ティントレットあるいはティントレットの仲間の画家が1570年代に制作した絵画である。油彩。主題は『新約聖書』「ヨハネによる福音書」21章で言及されている、イエス・キリストが復活したのち、3度目に弟子たちの前に姿を現したときのエピソードを主題としている。近年はフランドル出身の画家ランベルト・スストリスの作品である可能性が指摘されている。現在はワシントンD.C.のナショナル・ギャラリー・オブ・アートに所蔵されている。

## 主題
聖ペテロが、聖トマス、ナタナエル、ゼベダイの子聖ヤコブや聖ヨハネ、他の2人の弟子たちとともにガリラヤにいたときのことである。彼らは聖ペテロとともに夜のガリラヤ湖に漁に出た。しかしその日は何も成果はなかった。夜明け頃、誰かが湖畔に立っており、彼らに漁の成果を尋ねた。彼らは正直に「何もありません」と答えた。するとその人は彼らに「舟の右の方に網を投げて見なさい。そうすれば何か獲れるだろう」と助言した。彼らがその言葉に従うと非常に多くの魚が網にかかったので、それを引き上げることができないほどであった。この不思議な出来事を目の当たりにした聖ヨハネは聖ペテロに「あれは主（イエス・キリスト）にちがいありません！」と言った。聖ペテロはそれを聞くと、裸になっていた身体に上着をまとって湖に飛び込み、岸の男のもとに泳いで向かった。他の弟子たちは大量の魚がかかって舟上に引き上げることができない網を引いたまま舟で岸に戻った。岸辺では火が焚いてあり、魚が火で炙られ、そこにパンも置いてあった。水揚げされた魚は153匹で、どれも大きな魚ばかりであった。網は魚でいっぱいになっていたが、裂けた場所はどこにもなかった。もはや男がイエスであると誰もが分かっていた。

## 作品
復活したキリストはガリラヤ湖畔で夜明けの光に照らされながら湖に向かって立っている。ヴェネツィア派絵画では海景画は稀であり、立ち騒ぐ三角の波と渦巻く濃い雲が風景を支配している。キリストの視線と伸ばした右手の指の先には、帆のある小舟に乗って漁をする7人の弟子たちの姿がある。弟子たちはそれぞれ異なることをしている。ある者は網を引き上げるために小舟の右側に身を乗り出し、ある者は帆のロープを引っ張っている。別の者は小舟の後尾に立って遠方を見つめ、別の者は櫂を握っている。その中の1人、聖ペテロだけは小舟から足を出し、キリストのもとへ泳いで行くために飛び降りようとしている。ただしその姿は湖面に足を踏み出しているようにも見える。彼らのうち聖ペテロともう1人の弟子のみに白い光輪が見える。
本作品はしばしば、「マタイによる福音書」14章で言及されている「嵐の中で水の上を歩くキリスト」および聖ペテロを描いた作品と考えられてきた。しかし、絵画の細部から「ヨハネによる福音書」21章を主題としていることは明白である。キリストが湖畔に立っているのか湖面に立っているのかははっきりしないが、足元に見える岩と植物は湖畔に立っていることを証明しているように見える。小舟に乗っている弟子たちは「マタイによる福音書」14章のように12人ではなく「ヨハネによる福音書」21章のように7人である。 さらに弟子たちは小舟の右側から網を投げており、空の風景はその出来事が夜明け前に起きたことを示唆している。
絵画の質の高さは常に認められてきた。引き伸ばされたキリスト像、不気味な色彩、強烈な青は、エル・グレコを思い出させる。美術史家テリージョ・ピニャッティによると、風景の活気と明らかに未完成な部分のあるスケッチ風に描写されたキリストとの乖離は、サン・ロッコ大同信会所蔵のティントレットのいくつかの偉大な絵画と比較可能な神秘的でほとんど幻覚のような効果をもたらしている。
タンクレド・ボレニウスは、反射する白い光が明滅する大きく波打つ水面、遠くの湖岸で戯れる激しい雲と光に見る絵画的な活気は、19世紀フランスのロマン主義絵画を思い出させると述べた。

### 制作年代
制作年代は諸説あって一致を見ない。美術史家アウグスト・L・マイヤーは1546年から1555年（1925年）、ロドルフォ・パッルッキーニとパオラ・ロッシ（Paola Rossi）は1558年から1562年とし（1982年）、さらにテリージョ・ピニャッティは1570年代後半と考えた（1979年）。一方、リオネロ・ヴェントゥーリ（1931年）、エーリッヒ・フォン・デア・ベルケン（1942年）、ピエルルイジ・デ・ヴェッキ（Pierluigi De Vecchi, 1970年）は、ティントレットの晩年1591年から1594年と考えた。

## 帰属

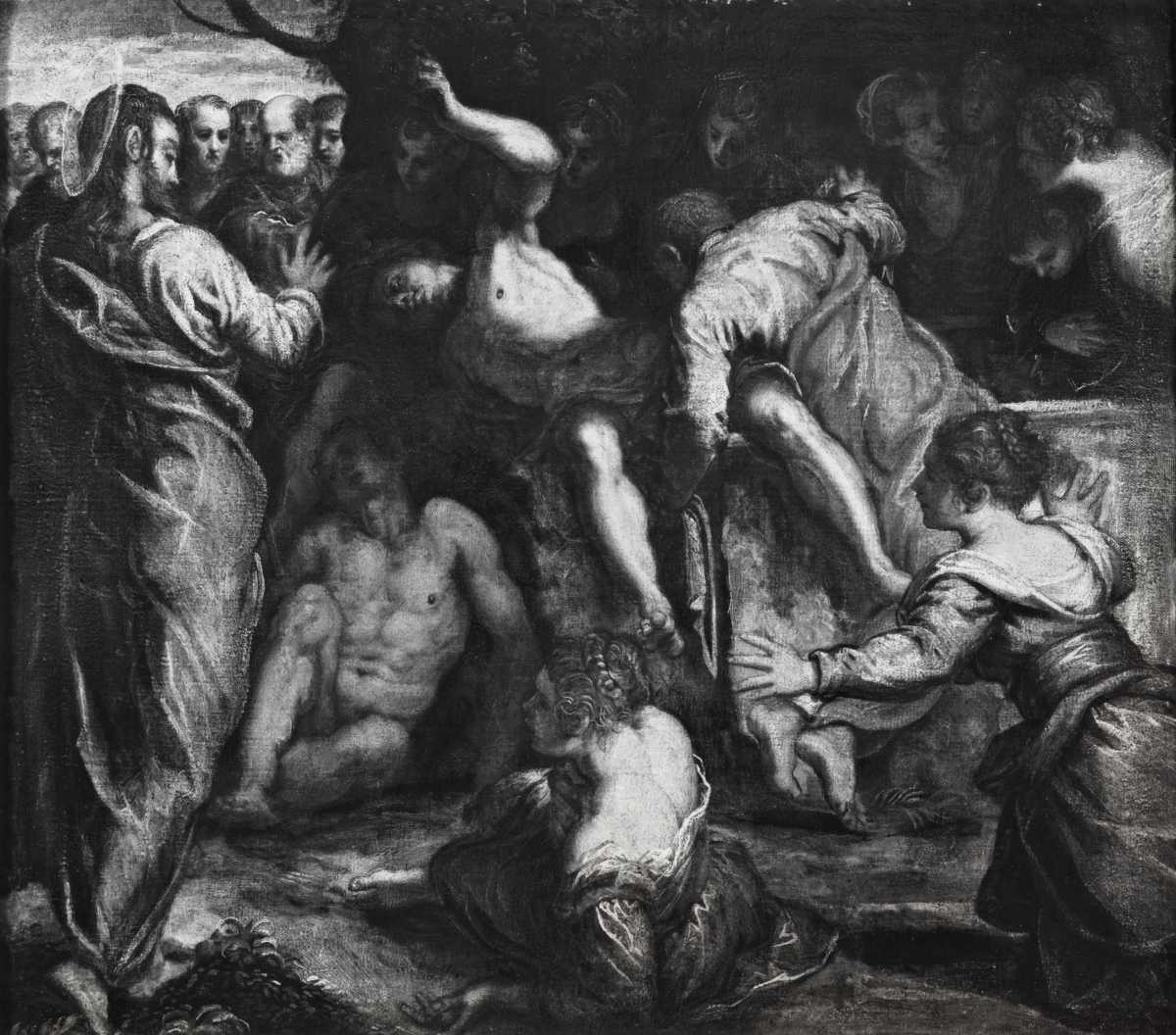
本作品と構図上の共通点を持つティントレットの『ラザロの復活』。現在個人蔵。

大部分の研究者は、本作品をティントレットの自筆画であり傑作の1つと考えているが、その表現や技法はティントレットの作品に見られる通常のものと根本的に異なっていることが指摘されている。ただし、少なくともキリストのポーズと配置は、以前キンベル美術館に所蔵されていた、同じくティントレットの『ラザロの復活』（La Resurrezione di Lazzaro）と同じものである。

### エル・グレコ説
1948年、美術史家ハンス・ティーツェ（および妻のエリカ・ティーツェ・コンラート）は絵画をエル・グレコに帰属し、1950年にはマノリス・シャツィダキスが同じ結論に達した。ティーツェは本作品の本質的な着想、人物像のタイプ、技法、彩色は、ティントレットの経歴のどの段階においても異質であると主張した。ティーツェ夫妻が指摘したように、ティントレットは常に人物の姿と人体の構造の基本的な感覚を伝えているが、本作品ではそれが欠如している。さらにティントレッは水それ自体を独立した表現手段として用いたことはなく、単に人物たちを取り巻く環境の1つにすぎない。ところが本作品では、海は絵画の中心的主題となっている。さらに絵画の絵具層は異常に薄く、厚塗りを一切使用していない点はティントレットの通常の技法と異なっている。ただしエル・グレコへの帰属は、絵画のマニエリスム的要素および高い品質と一致しているが、特に厚塗りの欠如はティントレットの技法と同様にエル・グレコとも矛盾している。

### ランベルト・スストリス説
ロバート・エコールズ（Robert Echols）によると、本作品からうかがえる描き手の特異な才能は、北方出身の画家ランベルト・スストリスの、ほとんど謎に包まれているヴェネツィアにおける後期の活動で説明できるという（1996年）。ランベルト・スストリスはティツィアーノおよびティントレットの工房で風景画を描いた北方の画家の1人であり、本作品とランベルト・スストリスの図像との間にいくつかの共通点を指摘している。たとえば、ウィーンのアルベルティーナに所蔵されている素描『プリアポスへの供儀』（Sacrificio a Priapo, 1540年代）では、本作品のキリスト像と背中や両脚が全く同じポーズをとった裸婦像が画面右端に配置されている。キリストの引き伸ばされた指と同様のものは、『プリアポスへの供儀』やスストリスの他の多くの素描に見られる形態的特徴と一致している。小舟に乗った小さな人物像はランベルト・スストリスのフレスコ画の風景に描かれた使徒や素描の人物像と類似している。特に顔は、本作品の使徒と同様のうつろな目、頭蓋骨のような外見といった大ざっぱな描写が頻繁に見られる。これらは特にフィレンツェのウフィツィ美術館に所蔵されている素描『ローマの勝利』（Trionfo Romano）の素描に近い。海岸の風景も、ルーゴ・ディ・ヴィチェンツァにあるゴディ邸のランベルト・スストリスのフレスコ画の、後退する海岸線の処理、中景の丘の黄色と緑の帯状の土地、木の切り株、誇大な雲、ボートと類似が見られる。また「ヨハネによる福音書」21章を主題として選択することは、イタリア絵画よりも北方で頻繁に見られ、パノラマ風景の構図もまた北方に特徴的である。
ジョルジョ・ヴァザーリの『画家・彫刻家・建築家列伝』の第2版が出版された当時（1568年）、ランベルト・スストリスはヴェネツィアを去っていたようである。しかしアーサー・ペルツァーは、少なくとも30年以上にわたってヴェネツィアで活動し続けたらしいことを指摘しており、1591年に晩年のティントレットが描き上げることができなかった3枚の公式肖像画の報酬を「アルベルト・ドランダ」（Alberto d’Ollanda）の名前で受け取っている。これまでティントレットの作とされていた絵画とランベルト・スストリスの作品との間には多くの関連性がある。おそらくティントレットの工房には比較的独立した何人かの画家仲間がいたと思われ、ランベルト・スストリスもその1人であったと考えられる。

## 来歴
絵画のもともとの所有者はジョゼフ・ガロッティ伯爵（Count Joseph Gallotti）であったことが知られている。その後、正確な時期は不明であるが、ニューヨークの美術商ダーラッシャー・ブラザーズ（Durlacher Brothers）に売却され、1925年までには投資銀行家アーサー・サックス（Arthur Sachs）の手に渡っていた。1943年3月、アーサー・サックスは絵画をジャック・セリグマン＆カンパニーおよびモーゼス＆シンガー（Moses & Singer）を通じてサミュエル・H・クレス財団に売却し、1952年にナショナル・ギャラリー・オブ・アートに寄贈された。